# Agustina Córdova
Agustina Córdova (Mendoza, 24 de Outubro de 1985) é uma atriz e modelo argentina. Ficou conhecida após interpretar "Sol "na terceira temporada da novela argentina Casi Angeles ao lado de Lali Espósito, Maria Eugenia Suarez, Peter Lanzani e Emilia Attias.

## Filmografia
- A solidão(1998), Bruna
- Mulheres (1999), Vanessa
- A mágica (2002), Gabriella
- Os laços (2003), Milena
- Emoções (2004), Louise
- Tropicalente (2005), Thays
- Casí Ángeles (2009), Sol